# Tritonenbrunnen (Düsseldorf)

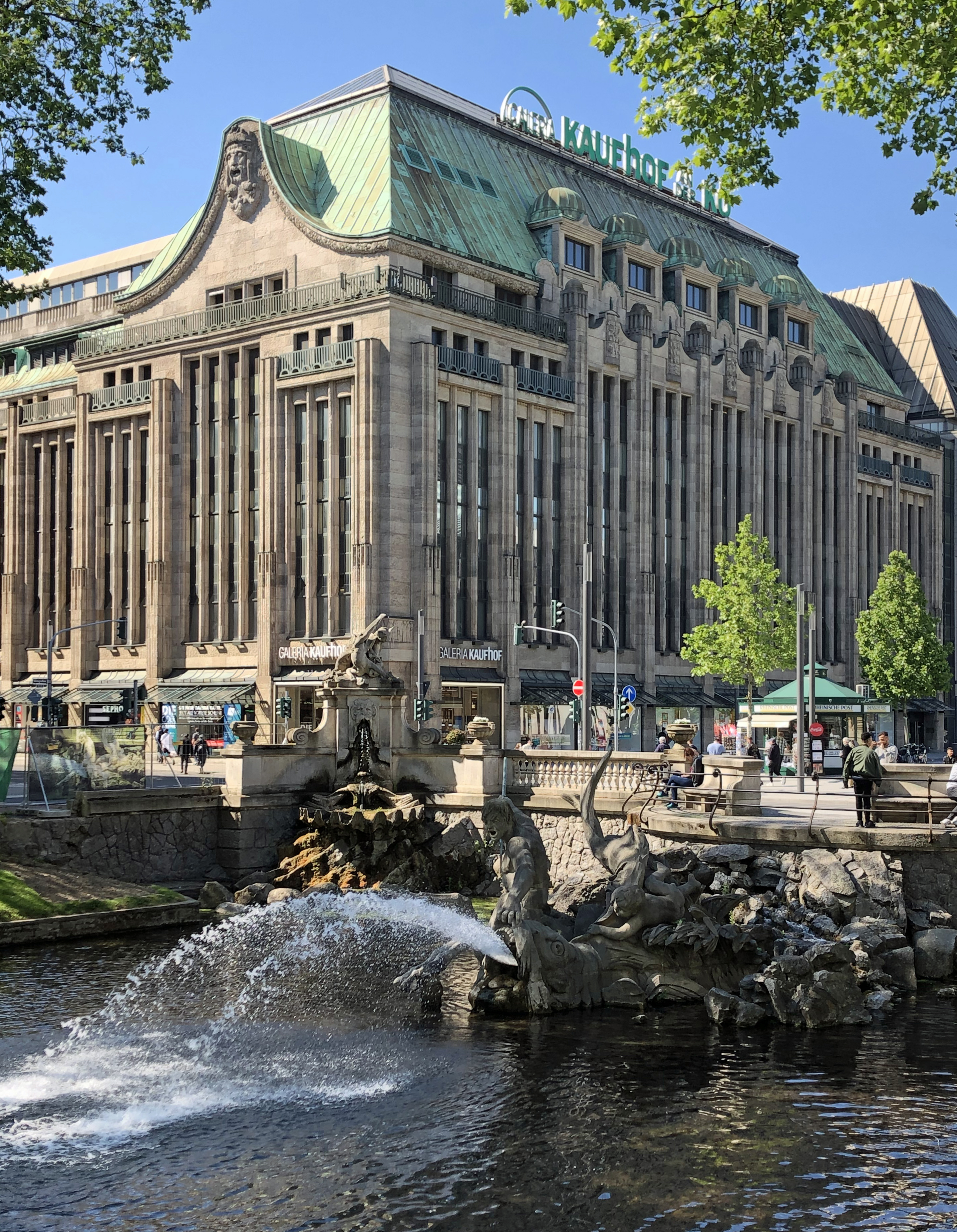
Tritonenbrunnen am Stadtgraben

Der Tritonenbrunnen wurde vom Düsseldorfer Bildhauer Friedrich Coubillier von 1898 bis 1902 erschaffen und vom Stadtverschönerungsverein für die Düsseldorfer Königsallee erworben. Am nördlichen Ende der Allee fungiert der Brunnen als Point de vue und gestalterischer Abschluss der Kanalachse des Stadtgrabens.
Aus Sicht vom Corneliusplatz gleicht die aus Euville-Kalkstein geschaffene Brunnenanlage in ihrer Anmutung einer Brücke mit Steinbrüstung, Schmuckvasen und Putten. Mittig befindet sich unterhalb einer vorspringenden Plattform mit Steinbänke der eigentliche Brunnen. Die Brunnenfigur des griechischen Meeresgottes Triton, mit einer Lanze bewaffnet, hält einen gewaltigen wasserspeienden Fisch zurück, der seitlich von zwei kleinen, nackten Wasserkindern bekämpft wird. Die Figurengruppe ruht auf künstlichen Felsen und wird seitlich von Muschelschalen mit wasserspeienden Löwenköpfen umgeben. Angeregt von Tritonenbrunnen Coubilliers, schuf der Bildhauer Joseph Hammerschmidt die 1899 die Skulptur Jröne Jong. 
Der Tritonenbrunnen ist Bestandteil der seit 1994 denkmalgeschützten Gesamtanlage Königsallee mit Stadtgraben und Gartenanlagen.

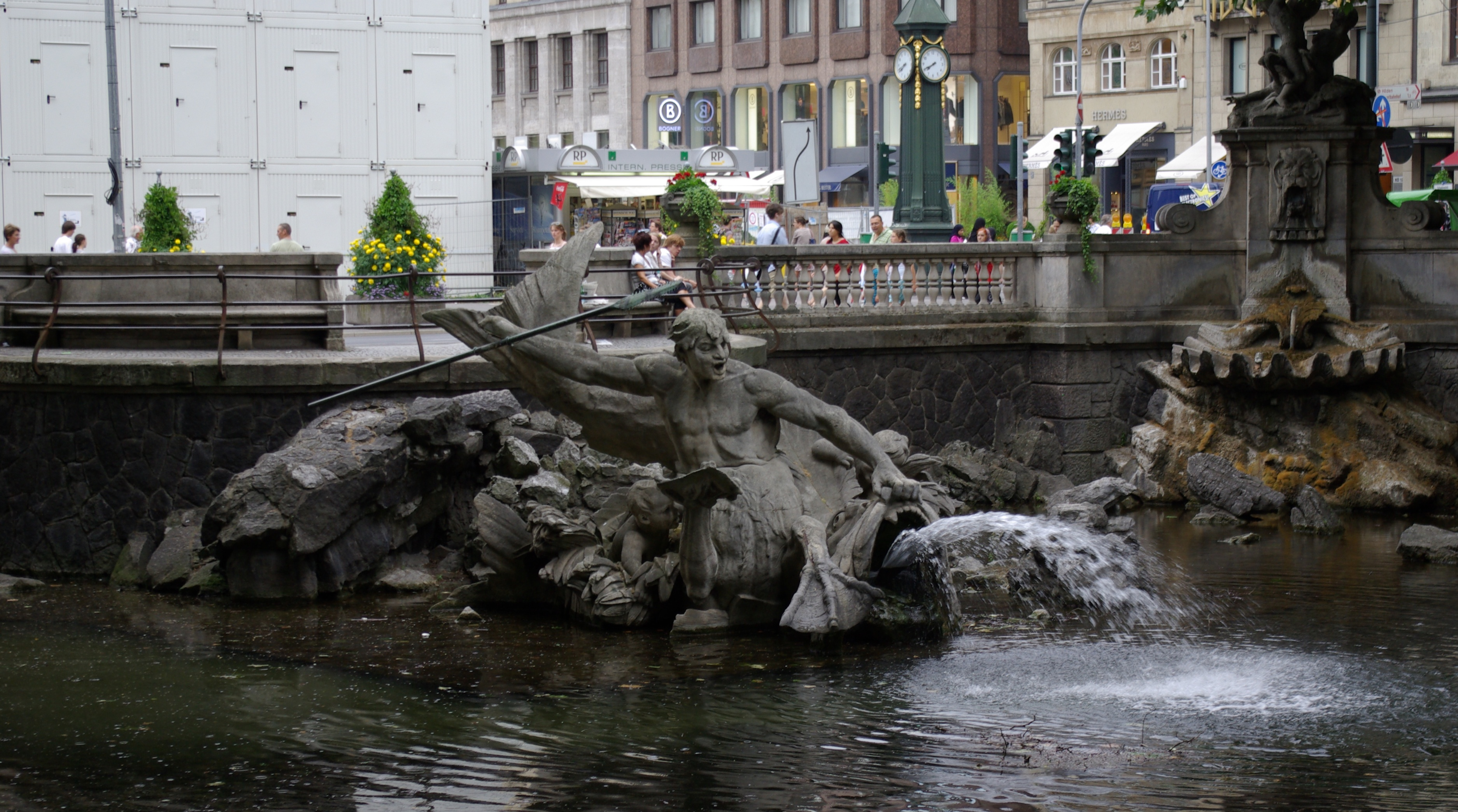
Tritonenbrunnen